# Kryzys biotyczny Taghanic

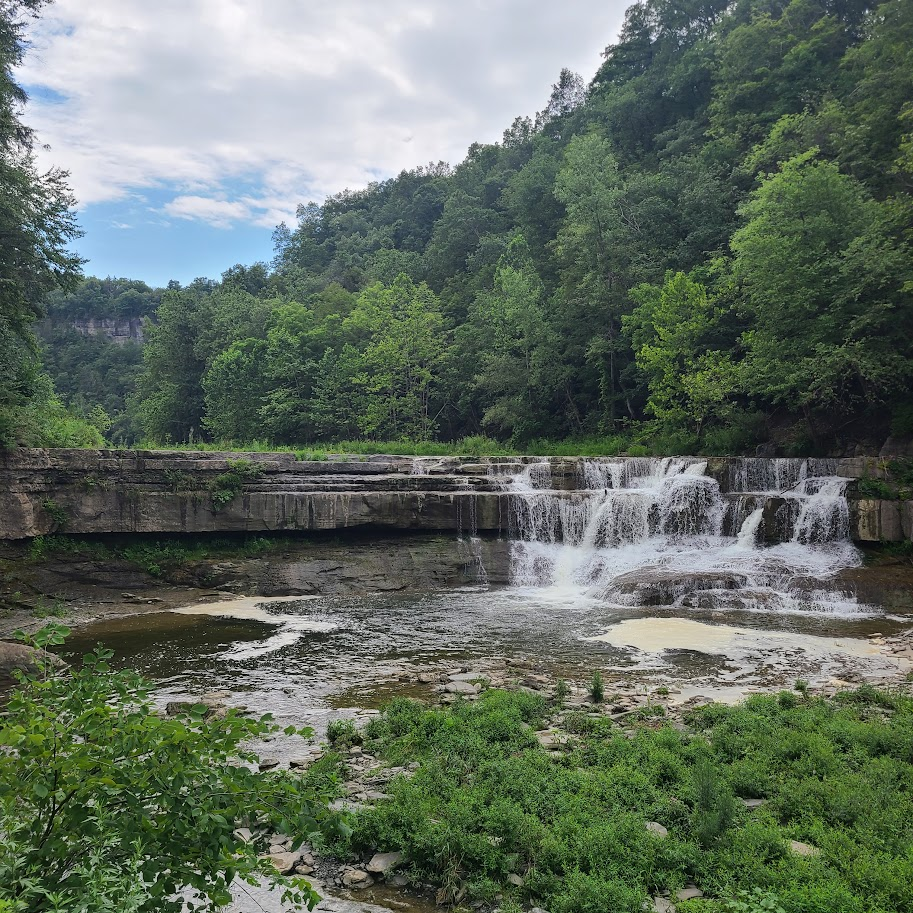
Wodospady potoku Taughannock Creek, odsłonięcie Formacja Tully, która osadzała się w czasie wydarzenia Taghanic

Kryzys biotyczny Taghanic, także zdarzenie Taghanic, wydarzenie Taghanic, wymieranie Taghanic – masowe wymieranie w środkowym dewonie. 

## Nazwa
Nazwa pochodzi od potoku Taughannock Creek w stanie Nowy Jork, gdzie po raz pierwszy odkryto ślady zdarzenia Taghanic w zapisie geologicznym.
Pierwotnie kryzys biotyczny Taghanic określano jako „zdarzenie” lub „wydarzenie” (ang. Taghanic Event). Nazwa „zdarzenia” odnosi się jednak do zjawisk krótkotrwałych, natomiast dłuższe epizody perturbacji ekologicznych powinno się określać mianem kryzysów biotycznych. Po stwierdzeniu, że w obrębie wymierania Taghanic można wyróżnić kilka odrębnych wydarzeń, jako właściwy termin specjalistyczny przyjęto „kryzys biotyczny Taghanic” (ang. Taghanic Biocrisis), jednak nierzadko ciągle używa się starszej wersji nazwy.

## Datowanie
Kryzys biotyczny Taghanic miał miejsce w późniejszej części środkowego żywetu, około 381 mln lat temu. Estymacje czasu jego trwania różnią się w szczegółach (od 400 000 do miliona lat), ale panuje generalna zgoda co do tego, że była to dłuższa perturbacja biosfery, składająca się z kilku odrębnych zdarzeń. Według dawniejszej konwencji ze zdarzeniem Taghanic korelowała się granica dewonu środkowego i późnego (granica żywet–fran), jednak w nowszych czasach przyjęto inne (nieco późniejsze) umiejscowienie tej granicy. 

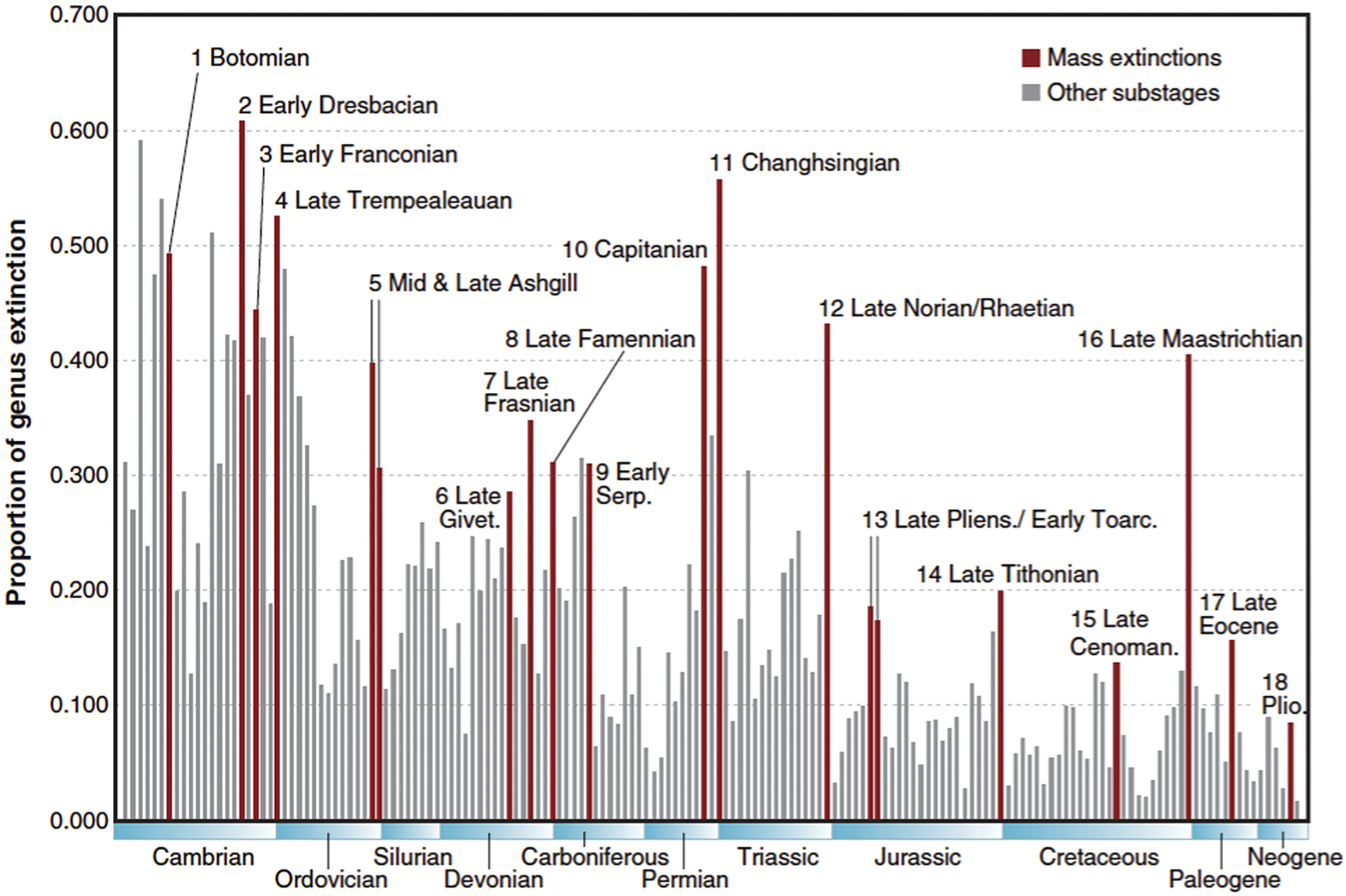
Zestawienie osiemnastu masowych wymierań w fanerozoiku (według Bambacha). Wydarzenie Taghanic oznaczone numerem 6

## Charakter wymierania
Zdarzenie Taghanic było jedną z licznych w dewonie nagłych (w sensie geologicznym) globalnych perturbacji środowiskowych, z których trzy miały charakter masowych wymierań (zdarzenie Taghanic w żywecie, zdarzenie Kellwaser na granicy fran–famen i zdarzenie Hangenberg na granicy dewon–karbon). Przyczyny wydarzenia Taghanic są złożone, obejmują między innymi zmiany eustatyczne, klimatyczne (ocieplenie, ochłodzenie i ponowne ocieplenie) oraz intensyfikację migracji.
Podczas tego wymierania szczególnie ucierpiały trylobity, głowonogi z grupy łodzikowców, ramienionogi z rzędu Terebratulida i ryby pancerne. Ogółem oblicza się, że wyginęło ok. 28,5% rodzajów morskich zwierząt. Wymieranie dotknęło też rośliny lądowe. 
Zdarzenie Taghanic miało globalny zasięg: na przykład trzy części, na które dzieli się formacja Tully ze stanu Nowy Jork, mają swoje odpowiedniki w Maroku, co świadczy o takim samym przebiegu zjawisk o charakterze sedymentacyjnym na dość odległych obszarach. Natomiast intensywność wymierania była na różnych obszarach bardzo różna, co dotychczas nie znalazło szczegółowego wyjaśnienia.